# Gjergj Fishta
Gjergj Fishta (n. 23 octombrie 1871, Fishtë⁠(d), Lezhë Municipality⁠(d), Regiunea Lezhë, Albania – d. 30 decembrie 1940, Shkodër, Albania) a fost un călugăr franciscan, poet și dramaturg albanez. Opera sa, cu caracter patriotic, are ca teme principale folclorul și istoria.
Poemul său Alăuta Munților, scris în 1937, a fost interzis în timpul dictaturii din Republica Populară Albania și Iugoslavia, pe motiv că ar propaga sentimente antislave.

## Opera
- 1909: Picătură de rouă ("Pika voeset")
- 1909: Dansul paradisului ("Vallja e Parrizit")
- 1912: Vëllaznia apo Shën Françesku i Assisi-t
- 1914: Juda Makabe
- 1918 - 1923: Păstorii din Betleem ("Barit e Betlehem")
- 1937: Lahuta e Malcís, poem epic